# Cinara braggii
Cinara braggii är en insektsart som först beskrevs av David D. Gillette 1917.  Cinara braggii ingår i släktet Cinara och familjen långrörsbladlöss. Inga underarter finns listade i Catalogue of Life.